# Mesochorus trentinus
Mesochorus trentinus là một loài tò vò trong họ Ichneumonidae.